# Любовь с уведомлением
«Любовь с уведомлением» (англ. Two Weeks Notice — «Уведомление (работодателя о предстоящем увольнении по собственному желанию) за две недели») — романтическая комедия 2002 года режиссёра Марка Лоуренса.

## Сюжет
Совладелец и топ-менеджер крупной строительной компании, миллионер Джордж Уэйд, почти случайно, поддавшись секундному импульсу, принимает на работу юрисконсульта Люси Келсон (Сандра Буллок).
Проходит какое-то время, и оказывается, что он и шага не может сделать без неё. Люси по отношению к Уэйду и делам по управлению его корпорацией выступает в роли няньки; она умудряется держать в голове и все аспекты деятельности фирмы, и личные проблемы Джорджа. Правда, и относится он к ней скорее как к няньке, а не как к высококвалифицированному профессиональному юристу, блестяще окончившему Гарвард.
По прошествии года Люси все это надоедает, и она решает уволиться. Джордж соглашается её отпустить, но с одним условием — она должна найти себе достойную замену. Келсон останавливает свой выбор на амбициозной Джун, которая откровенно имеет виды на своего нового босса. Освободившись от Уэйда и его бесконечных заданий и просьб, Люси пытается выстроить свою профессиональную карьеру заново. А Джордж вдруг осознаёт, что бывшая подчинённая может навсегда исчезнуть из его жизни. Но, чтобы признаться в любви Люси, он сначала должен признаться в этом самому себе…
Корпорация, которой руководит Уэйд, планирует построить в Бруклине новейший бизнес-комплекс на месте общественного центра, много лет служившего местным жителям, в том числе родителям Люси и ей самой, чем-то вроде клуба, местом постоянного общения. Джордж, сгоряча пообещавший Люси сохранить клуб, не может переломить позицию своего старшего брата, основного владельца фирмы, и девушка вдребезги ссорится с ним.
В конце концов Уэйд, поставленный перед выбором, что ему дороже, принимает решение. Он отказывается реализовывать проект по сносу общественного центра, увольняется из строительной компании своего брата, встречается с Люси и признаётся ей в любви. Правда, Джордж теперь далеко не так богат, как ещё несколько дней назад («Вертолёт нам придётся делить с семьёй брата…»), и жить они собираются не в роскошных гостиничных апартаментах, из которых ему пришлось выехать, а в крохотной квартирке Люси.

## В ролях
| Актёр         | Роль                               |
| ------------- | ---------------------------------- |
| Хью Грант     | Джордж Уэйд                        |
| Сандра Буллок | Люси Келсон                        |
| Алисия Уитт   | Джун Карвер                        |
| Дана Айви     | Рут Келсон                         |
| Дэвид Хэйг    | Говард Уэйд — старший брат Джорджа |
| Хизер Бёрнс   | Мэрил Брукс                        |
| Фрэнси Свифт  | Лорен Уэйд                         |
| Дориан Миссик | Водитель Уэйда Тони                |
| Дональд Трамп | камео                              |
| Нора Джонс    | камео                              |

## Отзывы
На сайте-агрегаторе Rotten Tomatoes фильм имеет рейтинг 42% на основании 123 критических отзывов. На сайте Metacritic рейтинг фильма составляет 42 из 100 на основании 30 отзывов.